# Evedalsåsens naturreservat
Evedalsåsen är ett naturreservat i Växjö socken i Växjö kommun i Småland (Kronobergs län).

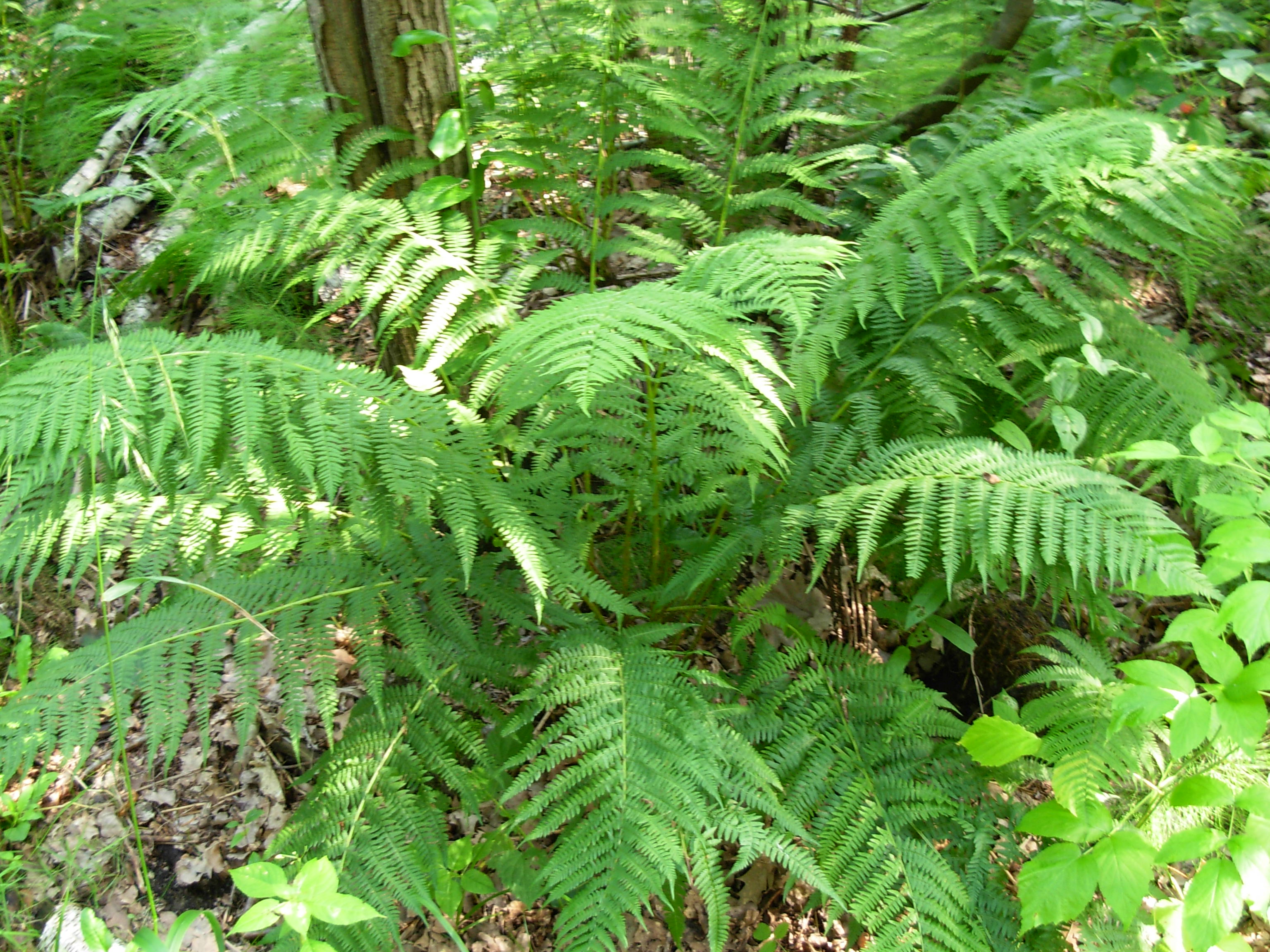
Majbräken

Området kring denna rullstensås är mestadels beväxt med blandskog med inslag av grova tallar och granar. 
I reservatet finns mycket död ved som gynnar svampar, insekter och fåglar. Evedalsåsen är en del av Växjö-åsen. På flera ställen finna dödisgropar.
Evedalsåsens naturreservat är skyddat sedan 1970 och omfattar 4,5 hektar. Det är beläget cirka 4 km norr om Växjö centrum, vid Evedal.
Genom reservatet går en del av vandringsleden Sigfridsleden.